# Johann Baptist Ziz
Johann Baptist Ziz (Magonza, 8 ottobre 1779 – Magonza, 1º dicembre 1829) è stato un botanico tedesco della valle del Reno.

## Onorificenze
Il genere Zizia fu così denominato in suo onore. Alcune specie di questo genere sono la Z. aurea (nome comune: Golden Alexander) e la Z. aptera (nome comune: Heartleaf Alexander).